# العلاقات الناميبية النيكاراغوية
العلاقات الناميبية النيكاراغوية هي العلاقات الثنائية التي تجمع بين ناميبيا ونيكاراغوا.

## مقارنة بين البلدين
هذه مقارنة عامة ومرجعية للدولتين:
| وجه المقارنة                                              | ناميبيا      | نيكاراغوا        |
| --------------------------------------------------------- | ------------ | ---------------- |
| المساحة (كم2)                                             | 825.62 ألف   | 130.38 ألف       |
| عدد السكان (نسمة)                                         | 2.53 مليون   | 6.22 مليون       |
| الكثافة السكانية (ن./كم²)                                 | 3.06         | 47.71            |
| العاصمة                                                   | ويندهوك      | ماناغوا          |
| اللغة الرسمية                                             | لغة إنجليزية | اللغة الإسبانية  |
| العملة                                                    | دولار ناميبي | كوردبا نيكاراغوا |
| الناتج المحلي الإجمالي (بليون دولار)                      | 13.24 مليار  | 13.81 مليار      |
| الناتج المحلي الإجمالي (تعادل القوة الشرائية) بليون دولار | 25.60 مليار  | 31.63 مليار      |
| الناتج المحلي الإجمالي الاسمي للفرد دولار أمريكي          | 4.67 ألف     | 2.09 ألف         |
| الناتج المحلي الإجمالي للفرد دولار أمريكي                 | 9.96 ألف     | 4.92 ألف         |
| مؤشر التنمية البشرية                                      | 0.628        | 0.631            |
| رمز المكالمات الدولي                                      | +264         | +505             |
| رمز الإنترنت                                              | .na          | .ni              |
| المنطقة الزمنية                                           | ت ع م+02:00  | 00               |

## منظمات دولية مشتركة
يشترك البلدان في عضوية مجموعة من المنظمات الدولية، منها:
| علم المنظمة | اسم المنظمة                        | تاريخ انضمام ناميبيا | تاريخ انضمام نيكاراغوا |
| ----------- | ---------------------------------- | -------------------- | ---------------------- |
|             | منظمة حظر الأسلحة الكيميائية       | ?                    | ?                      |
|             | البنك الدولي للإنشاء والتعمير      | 25 سبتمبر 1990       | 14 مارس 1946           |
|             | منظمة التجارة العالمية             | ?                    | ?                      |
|             | الأمم المتحدة                      | 23 أبريل 1990        | 24 أكتوبر 1945         |
|             | منظمة الشرطة الجنائية الدولية      | ?                    | ?                      |
|             | وكالة ضمان الاستثمار متعدد الأطراف | 25 سبتمبر 1990       | 12 يونيو 1992          |
|             | يونسكو                             | 2 نوفمبر 1978        | 22 فبراير 1952         |
|             | مؤسسة التمويل الدولية              | 25 سبتمبر 1990       | 20 يوليو 1956          |
|             | الاتحاد البريدي العالمي            | ?                    | ?                      |
|             | الاتحاد الدولي للاتصالات           | 25 يناير 1984        | 12 مايو 1926           |

## وصلات خارجية
- موقع وزارة الخارجية النيكاراغوية